# José del Barrio Navarro
José del Barrio Navarro était un militant communiste espagnol, membre du Parti communiste d'Espagne (PCE) et dirigeant militaire des forces républicaines pendant la guerre civile espagnole.

## Biographie
Il est né à Valladolid, jeune il déménage avec sa famille à Barcelone. Il rejoint la Confédération nationale du travail (CNT) à l'âge de quinze ans et devient un militant de la Fédération communiste catalan-Baléares (FCCB). En 1933, il a été expulsé de la CNT et rejoint l'Union générale socialiste travailleurs (UGT). Un an plus tôt, il devient l'un des membres fondateurs du Parti communiste de Catalogne (PCC) en 1932, le parti dont il a été expulsé trois ans plus tard par son attitude partisane syndicale. En 1936 il est l'un des fondateurs de l'Unité du Parti socialiste de Catalogne (PSUC).
Après le déclenchement de la guerre civile en juillet 1936, à Barcelone il organise une armée de miliciens et les emmène sur le front d'Aragon. Plus tard il intègre l'armée populaire de la République, il dirige la 124e brigade, il devient lieutenant-colonel. Il participe à la bataille de l'Ebre.
En 1938, il prend des distances avec le Parti communiste d'Espagne (PCE) de Juan Modesto et Enrique Lister. En février 1939 son unité franchit la frontière française. Il reste un moment dans un camp à Saint-Cyprien (Pyrénées-Orientales). Après il s'exile à Moscou, au Chili et au Mexique.
En 1943, au Mexique, il est exclu du parti communiste de Joan Comorera. En 1944 il est expulsé du Mexique. 
En 1954, il s'installe à Paris. Il crée un mouvement antifasciste républicain dénommé hispanique Libération. En 1963, il rejoint Juan Perea Capulino et Vicente Lopez Tovar pour fonder le Mouvement pour la Troisième République et la reconstitution de l'armée républicaine.